# Presbistus viridimarginatus
Presbistus viridimarginatus är en insektsart som först beskrevs av Haan 1842.  Presbistus viridimarginatus ingår i släktet Presbistus och familjen Aschiphasmatidae. Inga underarter finns listade i Catalogue of Life.